# 郑戬
鄭戬（992年—1049年），字天休，北宋蘇州吳縣人。鄭載之弟，娶李昌言第四女。
淳化三年（992年）出生，早失父母。客居京師開封，師事楊億。天聖二年（1024年）進士一甲第三名。歷官起居舍人、龍圖閣直學士、權知開封府、右諫議大夫、樞密副使。慶曆二年（1042年），任陝西四路都總管。慶曆四年（1044年），鄭戬派權靜邊寨主劉滬、著作佐郎董士廉到水洛、結公築城，以使秦、渭的援兵通行，震懾吐蕃，但不久鄭戬被罷職，陝西宣撫使韓琦、渭州知州兼領涇原路經略公事尹洙反對築城，先命劉滬、董士廉罷役并召回二人，但二人不聽。尹洙遣裨將狄青將劉滬、董士廉械送德順軍獄。皇祐元年（1049年）十一月卒，諡文肅。
墓志載其六世先祖為唐朝宰相鄭肅。有三子鄭民彝、鄭民監、鄭民度。

## 延伸阅读
[在维基数据编辑]
 《宋史·卷292》，出自脱脱《宋史》